# Dittmannsdorf (Reinsberg)
Dittmannsdorf ist ein Ortsteil der sächsischen Gemeinde Reinsberg im Landkreis Mittelsachsen. Er wurde am 1. März 1994 eingemeindet und bildet seitdem eine von fünf Ortschaften der Gemeinde Reinsberg.

## Geographie
Das langgezogene Dorf erstreckt sich in West-Ost-Richtung zwischen Reinsberg im Westen und Mohorn im Osten. Weitere umgebende Orte sind Neukirchen im Norden, Steinbach im Nordosten, Haida im Südosten, Oberschaar im Süden, sowie Krummenhennersdorf und Gotthelffriedrichsgrund im Südwesten. Deutlich weiter entfernt als die übrigen Orte liegt Hirschfeld im Nordwesten.
Das Meißner Stadtzentrum ist 21 Straßenkilometer in nordöstlicher Richtung entfernt, das Nossener liegt 13 km nordwestlich und das der Kreisstadt Freiberg liegt 13 km südwestlich. Der Dresdner Altmarkt, der historische Stadtmittelpunkt der sächsischen Landeshauptstadt, liegt 28 km östlich.

## Geschichte

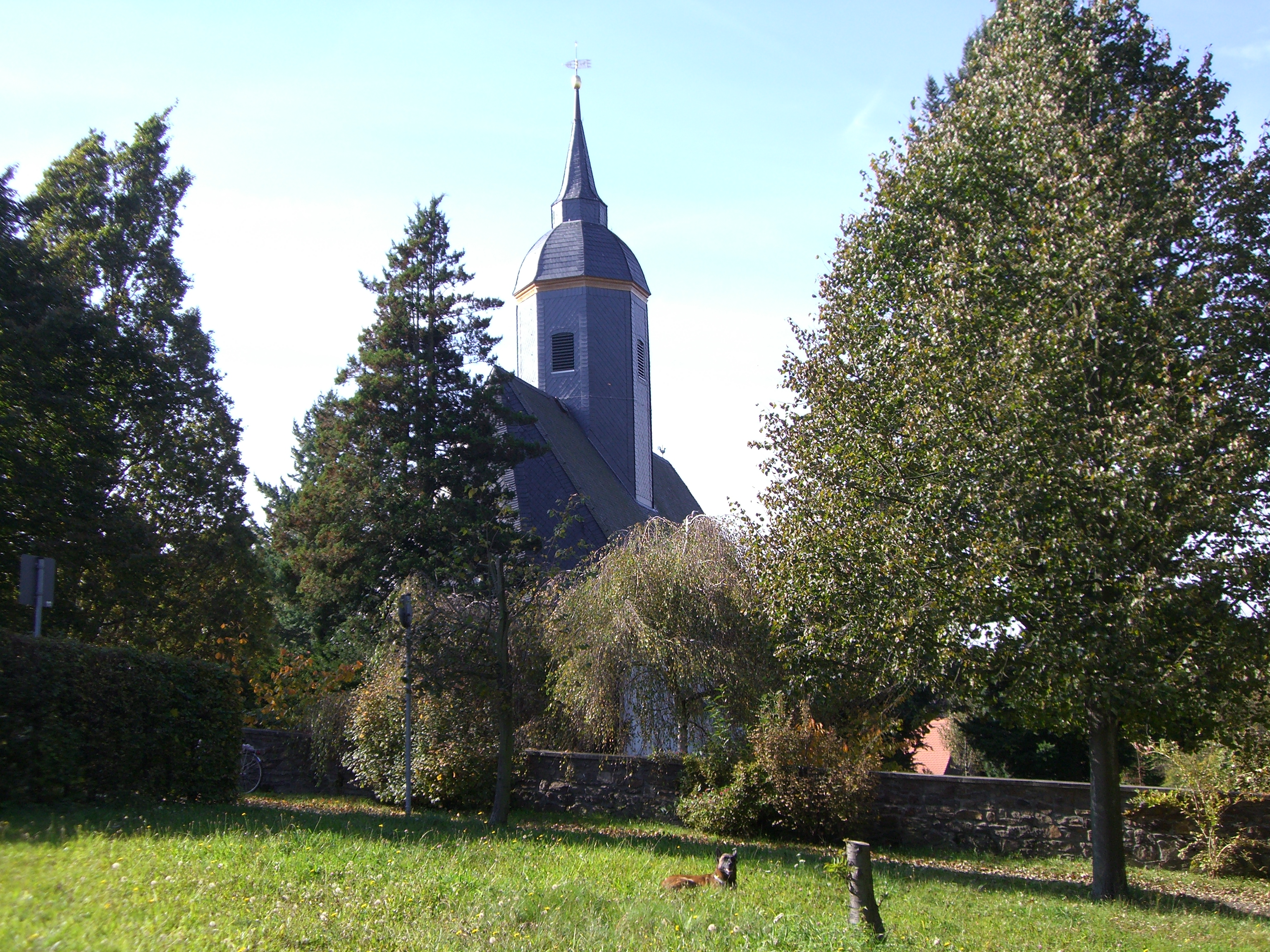
Die 1594 erbaute Dittmannsdorfer Kirche

### Ortsgeschichte
Dittmannsdorf wurde während der deutschen Ostsiedlung von fränkischen Bauern als Waldhufendorf angelegt. Federführend dürften die Herren von Reinsberg gewesen sein, die seit 1197 auf Schloss Reinsberg im Nachbarort nachweisbar sind. Vermutlich entstand der Ort bereits kurz nach Reinsberg, urkundlich belegt ist eine Erwähnung als Ditmarstorf aus dem Jahr 1350. Bald darauf übte das Rittergut Reinsberg die Grundherrschaft aus. Bis ins 19. Jahrhundert blieb Dittmannsdorf ein reines Bauerndorf.
Die Kirche wurde 1594 erbaut, über ihren Vorgängerbau ist wenig bekannt. Umbauten und Erweiterungen fanden unter anderem 1736, 1758, 1797 und 1887 statt. Die 36-feldrige Kassettendecke musste 1859 wegen Baufälligkeit abgetragen werden. Eine Besonderheit stellte die 1866 errichtete funktelegrafische Verbindung zwischen dem Pfarrhaus und dem Arzthaus in Reinsberg dar, über die August Kruspe, Dittmannsdorfer Pfarrer von 1864 bis 1896, mit seinem Bruder, dem Reinsberger Arzt, in schnellen Kontakt treten konnte.
Mit dem Ausbau der Schmalspurbahn Potschappel–Wilsdruff bis nach Nossen im Jahr 1898 erhielt Dittmannsdorf mit den beiden Stationen Oberdittmannsdorf und Niederdittmannsdorf Anschluss ans spätere Wilsdruffer Netz der sächsischen Schmalspurbahnen. Der Haltepunkt Oberdittmannsdorf wurde nach dem Ersten Weltkrieg zum Trennungsbahnhof, dort zweigte die 1921–1923 erbaute Strecke nach Klingenberg-Colmnitz ab, die im Bahnhof Klingenberg-Colmnitz Anschlüsse nach Frauenstein und an die normalspurige Bahnstrecke Dresden–Werdau hatte. Der Personenverkehr trat gegenüber dem Güterverkehr zurück, der letztlich 1972 eingestellt wurde. Teile der ehemaligen Strecke wurden nach der deutschen Wiedervereinigung als Wanderweg ausgebaut.
Zum Geläut der Kirche gehörte seit 1960 die einzige erhaltene Glocke der alten Frauenkirche von Dresden. Ihr Guss erfolgte 1518, wodurch sie ein Dreivierteljahrhundert älter ist als die Dittmannsdorfer Kirche selbst. Im Rahmen des Wiederaufbaus der Frauenkirche kam die Glocke 1998 wieder nach Dresden.
Dittmannsdorf gehörte bis 1836 zum kursächsischen bzw. königlich-sächsischen Kreisamt Meißen. Ab 1836 gehörte der Ort mit der Grundherrschaft Reinsberg kurzzeitig zum Kreisamt Freiberg. 1856 wurde Dittmannsdorf dem Gerichtsamt Nossen und 1875 der Amtshauptmannschaft Freiberg angegliedert.
In den Jahren 1948/50 erfolgte eine Umgliederung des Orts in den Landkreis Meißen. Durch die zweite Kreisreform in der DDR kam Dittmannsdorf im Jahr 1952 zum Kreis Freiberg im Bezirk Chemnitz (1953 in Bezirk Karl-Marx-Stadt umbenannt), der ab 1990 als sächsischer Landkreis Freiberg fortgeführt wurde. 
Am 1. März 1994 schlossen sich die Gemeinden Bieberstein, Dittmannsdorf, Hirschfeld und Neukirchen mit der Gemeinde Reinsberg zusammen. Dittmannsdorf bildet seitdem eine von fünf Ortschaften der Gemeinde Reinsberg. Seit 2008 gehört der Ort zum Landkreis Mittelsachsen.

### Bevölkerungsentwicklung
| Jahr | Einwohner |
| ---- | --------- |
| 1834 | 574       |
| 1871 | 846       |
| 1890 | 762       |
| 1910 | 772       |
| 1925 | 732       |
| 1939 | 719       |
| 1946 | 1088      |
| 1950 | 1036      |
| 1964 | 814       |
| 1990 | 669       |
| 1993 | 657       |
| 2011 | 644       |

In den vier Jahrzehnten von der ersten gleichen Erhebung der Einwohnerzahlen im Königreich Sachsen bis zur Reichsgründung stieg die Einwohnerzahl des Ortes von 574 um die Hälfte auf knapp 900 an, fiel danach bis zum Mai 1939 auf rund 720 ab.
Nach dem Zweiten Weltkrieg waren in Dittmannsdorf viele Flüchtlinge und Vertriebene untergebracht, sodass die Einwohnerzahlen in den Jahren 1946 und 1950 über 1000 lagen und noch anderthalb Jahrzehnte später im Ort rund 100 Menschen mehr als vor dem Krieg lebten. Dem allgemeinen Bevölkerungsrückgang auf den Dörfern in der DDR folgend, fiel die Zahl bis zur politischen Wende unter 700.

### Ortsname
Urkundlich erwähnte Formen des Ortsnamens sind unter anderem Ditmarstorf (1350), Dytmarstorf (1378), Ditmarstorff (1411), Ditmansdorff (1454), Dietmansdorff (1548), Dittemstorff (1551) und letztlich Dittmannsdorf (1791). Zur Unterscheidung von anderen Orten dieses Namens war die Bezeichnung Dittmannsdorf b. Nossen gebräuchlich.

## Persönlichkeiten
- Oswin Schmidt (1855–1922), von 1907 bis 1922 Mitglied des Sächsischen Landtages, und der Architekt und Kirchbaumeister Woldemar Kandler (1866–1929) waren gebürtige Dittmannsdorfer.

## Sonstiges
Dittmannsdorf ist das sportliche Zentrum der Gemeinde Reinsberg, unter anderem mit Tennis, Billard und Fußball.

## Anhang